# Kopfbein

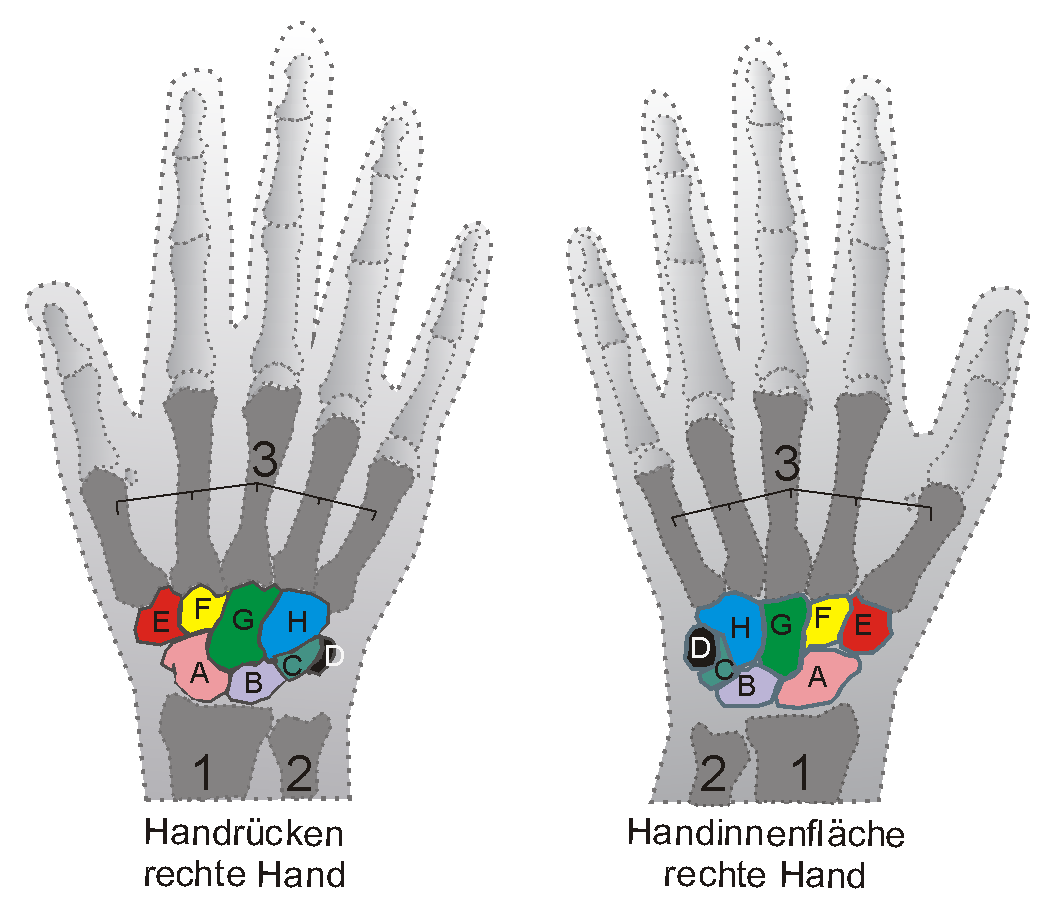

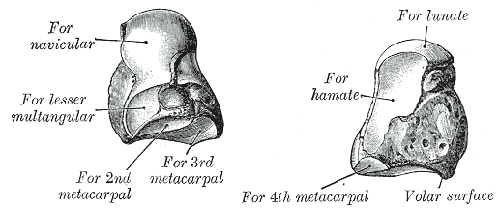
Zeichnung des Kopfbeines mit Darstellung der Gelenkflächen

Das Kopfbein (lat. Os capitatum) ist der größte der acht Handwurzelknochen und gehört der körperfernen (distalen) Reihe dieser kurzen Knochen an.
Körpernah (proximal) geht es eine gelenkige Verbindung mit dem Kahnbein (Os scaphoideum) und dem Mondbein (Os lunatum) ein, seitlich (lateral) mit dem kleinen Vieleckbein (Os trapezoideum), zur Mitte hin (medial) mit dem Hakenbein (Os hamatum) und körperfern (distal) hauptsächlich mit dem dritten, teilweise auch mit dem zweiten und vierten Mittelhandknochen (Os metacarpale secundum, tertium und quartum).